# Héctor Bon Vivant
Vicente Marini (Buenos Aires, Argentina, 15 de febrero de 1923-Roma, Italia, 3 de mayo de 1985), conocido popularmente como Héctor Bon Vivant, fue un músico y galán de cine argentino, de mitades del siglo XX. Posee en su haber alrededor de veinte películas y fue compositor de varios tangos junto a Donato Pavone, entre los que se cuentan "Supiste quererme", "Caricias del ayer" y "Los besos rotos".

## Historia
Nació en el seno de una familia de clase media baja. Su padre era un obrero metalúrgico y su madre, lavandera. Desde joven desempeñó varias changas para ayudar a la situación económica de su hogar. Fue en 1941 cuando trabajando de acomodador en un teatro de calle Corrientes, un productor del sello RCA Victor lo oyó cantar y le realizó una ambiciosa propuesta: un contrato a seis años, que incluía presentaciones en radio, cabarets y el pago de estudios musicales en el Conservatorio Nacional. Marini aceptó la oferta. La compañía instaló el nombre artístico de Héctor Bon Vivant y su carrera apenas comenzó. 

En el año 1947 lanzó su primer disco de larga duración, "Confesiones de arrabal", superando expectativas propias y ajenas, y realizó su primera participación cinematográfica en la película "Siete para un secreto", de Carlos Borcosque. Dicho cameo, sumado a distintas notas en revistas de la época y tangos que sonaban en radios de moda, le valieron cierto reconocimiento público y la atención del maestro Donato Pavone, quien en aquel momento contaba con Alberto Podestá como cantor en su orquesta. Por entonces, debido a su corta edad, se lo conocía como "El pibe Bon Vivant".

Entre 1950 y 1963, junto a Pavone, grabó un total de 74 registros, entre los que se destacan "Venganza", "Mamita mía", "La ensaimada" y "Caricias del ayer". Es el período más exitoso de la vida de Bon Vivant, década en la que acompañó el desarrollo de la televisión en Argentina y que vio su triunfo en el cine, con películas como "Los amigos de mi viejo" y "Sangran las campanas". Esta producción le valió la amistad íntima de Arturo García Bhur. 

Tenía una terrible pasión por las mujeres que le causó distintos enredos amorosos. La prensa ya le había otorgado el apodo de "el galán de América" cuando la actriz Zully Moreno, casada con el director Luis Cesar Amadori, confesó haber tenido un affair con Héctor Bon Vivant. Otros romances que se le atribuyen al músico son con Tina Helba, Aída Luz y Blanquita Amaro.
Sin embargo, en 1968, contrajo matrimonio con la periodista Luisa Gandolfi, mujer que lo acompañó hasta el fin de sus días.

## Controversia
Un escándalo con el cantante Roberto Arrieta inundó las portadas de revistas en junio de 1957. A la salida de un "piringundín" de Palermo, ambos músicos tuvieron una trifulca que terminó cuando el dueño del lugar intercedió. Arrieta en aquel momento integraba con Alberto Podestá (enemistado con Bon Vivant) la orquesta de Miguel Caló. Consultado por la prensa uruguaya, Bon Vivant dijo: "Yo a Arrieta le tengo mucho respeto, él a mí no. Uno es un señor y trata de gambetear las agresiones, pero tampoco puedo ser un otario, ¿me entiende?".

## Exilio y muerte
Ya retirado del negocio del espectáculo, a fines de los setenta, Bon Vivant fue muy crítico de la dictadura militar y decidió exiliarse. En 1979 compuso la canción "¿Qué te han hecho, Buenos Aires?" y ante el miedo de ser perseguido, partió a Italia, "la tierra que había parido a su padre". No hay registros sobre aquella composición y se sospecha que el gobierno de Jorge Rafael Videla se encargó de eliminar una grabación improvisada que circulaba en las pocas (y últimas) milongas de la época.

Murió víctima de una dolencia cardíaca. Sus restos fueron trasladados a su país y las cenizas arrojadas sobre el Río de la Plata.